# Schloss Dorst

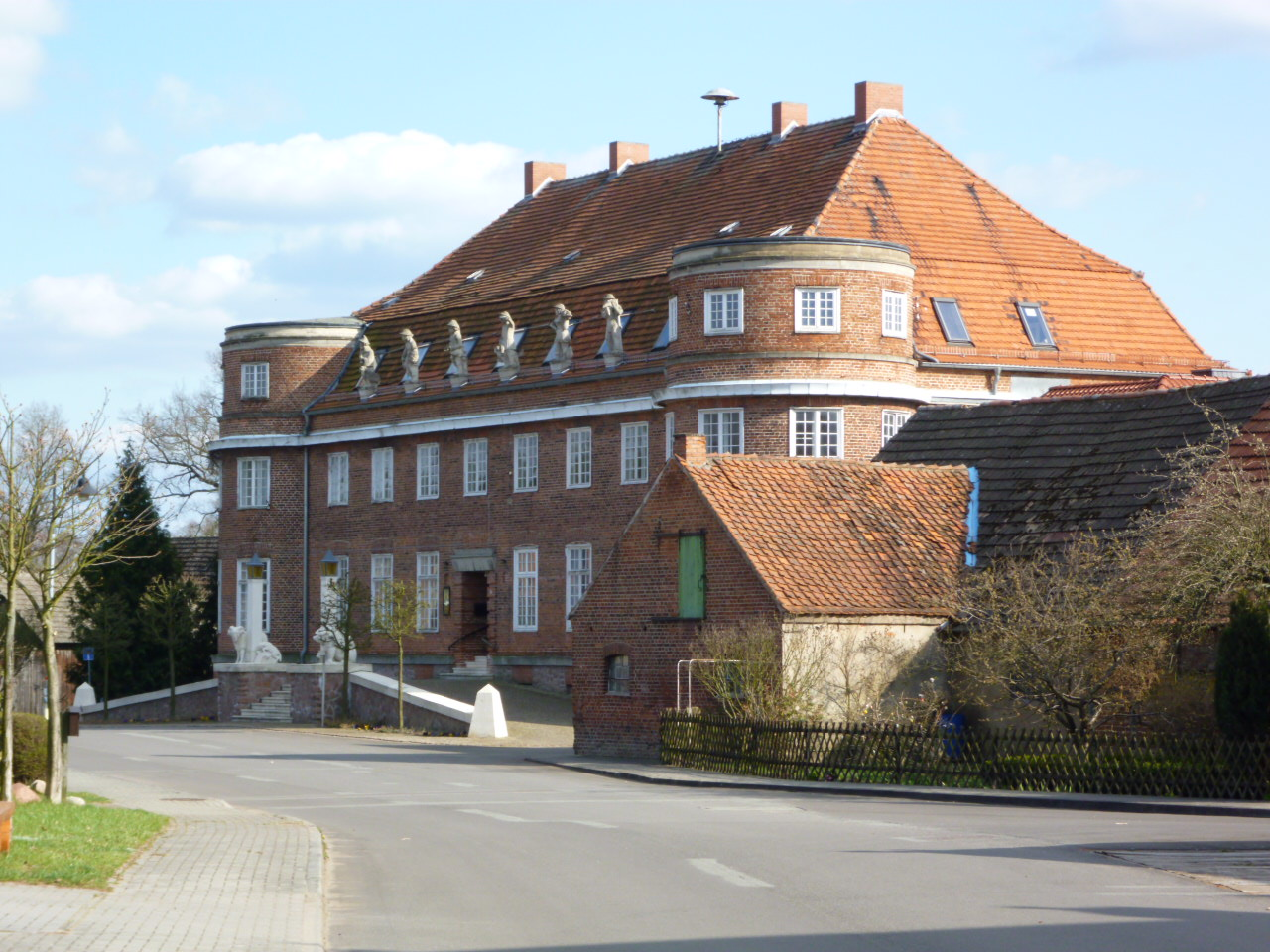
Das Schloss in Dorst

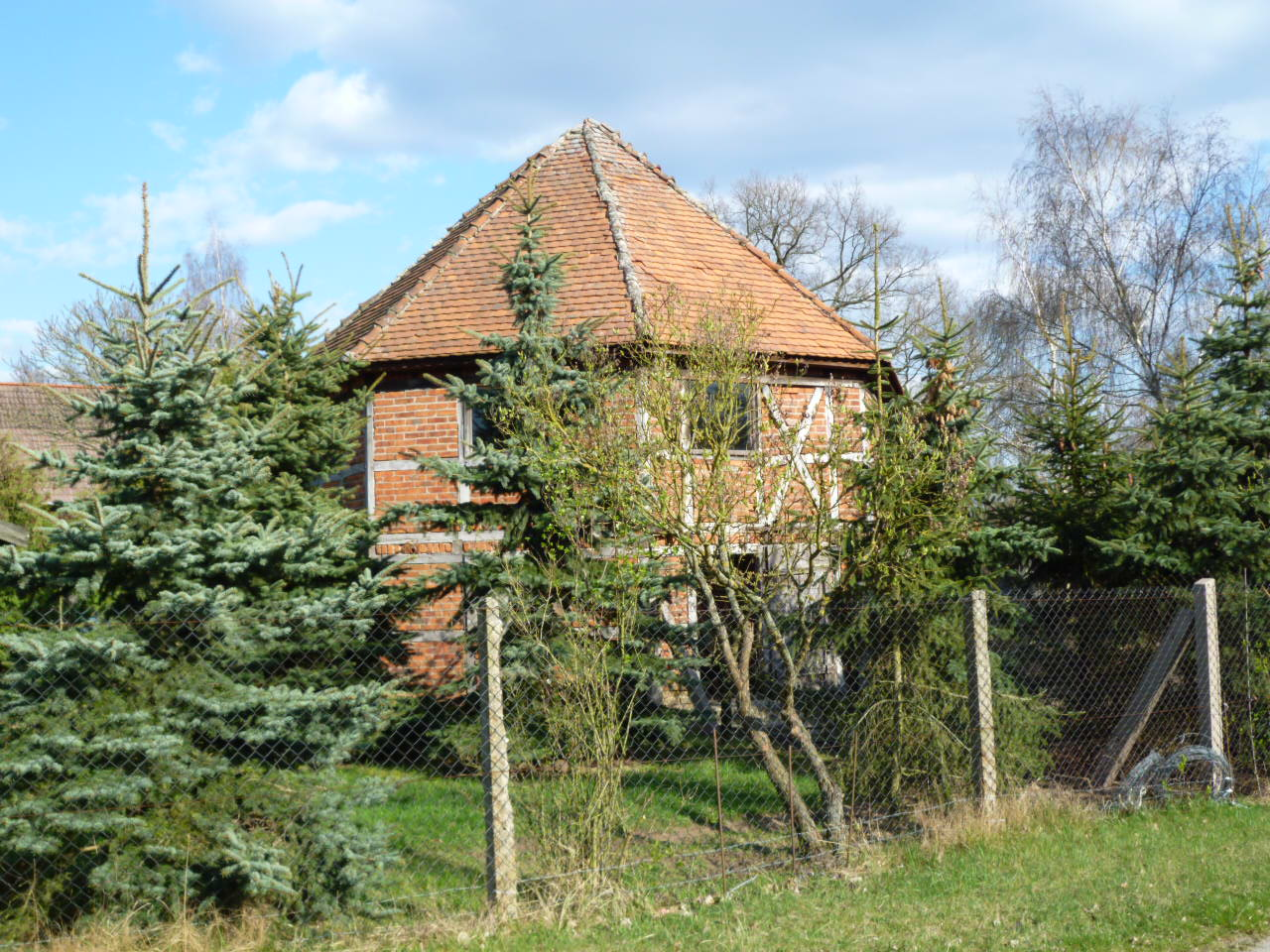
Taubenturm

Das Schloss Dorst (auch Herrenhaus Dorst) befindet sich im Calvörder Ortsteil Dorst. Das denkmalgeschützte Gebäude steht in der Dorfstraße 8 und liegt im Zentrum des Ortes.

## Architektur und Geschichte
Der Vorgängerbau wurde im Jahr 1863 errichtet. Das heutige Gebäude ist 1922 bis 1923 unter den damaligen Gutsbesitzern Paul und Margarete Fischer entstanden. Das Bauwerk ist von ungewöhnlichen Ausmaßen und ebenso ungewöhnlicher baukünstlerischer Qualität und dadurch einzigartig im Landkreis Börde. Es ist zweigeschossig und zeichnet sich aus durch eine Klinkerarchitektur, ein Substruktionsgeschoss, eine Nordseite als Schaufassade mit an Burgenarchitektur erinnernden Rundtürmen, eine Auffahrtrampe und eine Freitreppe. Das Schloss besitzt auf der Parkseite nach Süden ebenfalls eine qualitätvolle Freitreppe. Zusätzlich ist das Gebäude durch Figurenschmuck aufgewertet, auf der Traufe der Nordseite am Ansatz des barockisierenden Mansarddachs befinden sich sechs Skulpturen von Bauern bei der Arbeit, die Lampen seitlich der nördlichen Freitreppe sind mit Tierplastiken versehen, darunter befindet sich ein Hammel als Hinweis auf die einstige Funktion des Dorsts als Hammelweide. Die gotisierende Eingangshalle im Inneren besitzt mehrere Farbfenster, besonders im Jagdzimmer des östlichen Rundturms findet man mehrere gehäuft.
Die Parkanlage, welche rudimentär ist, ist Zeugnis der Architektur aus den 1920er Jahren, in einer eigenwilligen Mischung aus Neuer Sachlichkeit, Expressionismus und Neugotik.
Neben dem Gebäude steht der alte Dorster Taubenturm aus der Mitte des 19. Jahrhunderts.

## Heutige Funktion
Das Gebäude war bis zum 31. Dezember 2009 Sitz der ehemaligen Gemeinde Dorst, die dann in der Gemeinde Calvörde aufging. Im Schloss befand sich auch ein Konsum und noch früher ein Kindergarten.  Heute werden die Räume von der Feuerwehr, den Senioren, der Kirchengemeinde, der Jagdgenossenschaft und der Interessengemeinschaft Dorster Schloss genutzt.  Im ersten Stock befinden sich vier Mietwohnungen. Bei Interesse kann das Schloss vom Keller bis zum Dachboden besichtigt werden.